# Giovanni Federico
Giovanni Federico (né le 4 octobre 1980 à Hagen, Allemagne) est un joueur de football italien ayant également la nationalité allemande.

## Palmarès
- 1. FC Cologne
  - Champion de 2.Bundesliga en 2005.
- Karlsruhe SC
  - Champion de 2.Bundesliga en 2007.
  - Meilleur buteur de 2.Bundesliga en 2007. (19 buts)